# Eliseu Caetano

'Eliseu Caetano (Rio de Janeiro, 26 de janeiro de 1984) é um jornalista e ator brasileiro. Foi apresentador do programa Planeta Brasil, da Globo Internacional, e do Brazilian Day em Nova Iorque. Também atuou como correspondente nos Estados Unidos para o SBT (2017), CNN Brasil (2020), RedeTV! e 
Jovem Pan News (2021). Atualmente é relações públicas do Governo do Brasil, em Washington.

## Biografia
Repórter com mais de 20 anos de experiência, já passou por diversos setores em várias emissoras de televisão no Brasil e exterior. Iniciou sua carreira na RedeTV! em 2004. No ano de 2008, foi convidado a integrar a base carioca do Departamento de Jornalismo da recém-fundada TV Brasil. Em 2011 contratado pela Rede Globo como Reporter dos jornais locais da Editoria Rio. E em 2014, assumiu o desafio de se tornar um dos apresentadores do programa Planeta Brasil, da TV Globo Internacional, direto de Nova York, participando inclusive da cobertura do maior evento brasileiro nos Estados Unidos, o Brazilian Day.  

Em 2017, deixou a TV Globo e voltou ao SBT, agora como correspondente nos EUA, atuando em Boston. Também comandou o reality Na Cozinha do The Portuguese Channel, canal dedicado a pessoas de língua portuguesa que vivem nos EUA. Em 2019 atuou como correspondente da CNN Brasil em Miami. Em janeiro de 2021, virou correspondente da RedeTV! e simultaneamente da Jovem Pan News. Em agosto de 2022, deixou as duas emissoras e se tornou relações públicas do Governo do Brasil, baseado em Washington. Em 2024 voltou à TV pela Jovem Pan News.